# هاللو شلبي (مسرحية)
هاللو شلبي هي مسرحية كوميدية مصرية صدرت عام 1969، المسرحية من إخراج سعد أردش، وبطولة عبد المنعم مدبولي، سعيد صالح، ليلى فهمي، مديحة كامل، عبدالله فرغلي وحسن حسين. حققت المسرحية نجاح كبير وقت عرضها وظهر فيها عدة نجوم شباب وقتها لأول مرة مثل سعيد صالح، محمد صبحي، أحمد زكي ومديحة كامل. ولا تزال المسرحية تحقق إقبال عند عرضها بالقنوات التليفزيونية المختلفة.

## قصة المسرحية
تدور قصة المسرحية حول فرقة مسرحية مغمورة تسعى للحصول على تمويل لعرض إحدي مسرحياتها، وتقيم بفندق إنتظارًا للممول وهى لا تملك المال حتى لدفع حساب الفندق، مما يوقع أفراد الفرقة في العديد من المشكلات.

## طاقم العمل
- عبد المنعم مدبولي بدور عنبر
- سعيد صالح بدور محفوظ أبو طاقية
- ليلى فهمي بدور شكرية
- مديحة كامل بدور هدى مدكور
- عبد الله فرغلي بدور عطوة
- حسن حسين بدور درويش
- أحمد زكي بدور راضي
- محمد صبحي بدور دكتور مجدي
- نظيم شعراوي بدور مدكور صاحب الفندق
- سهير الباروني بدور زيزي